# クラリス・ベケット

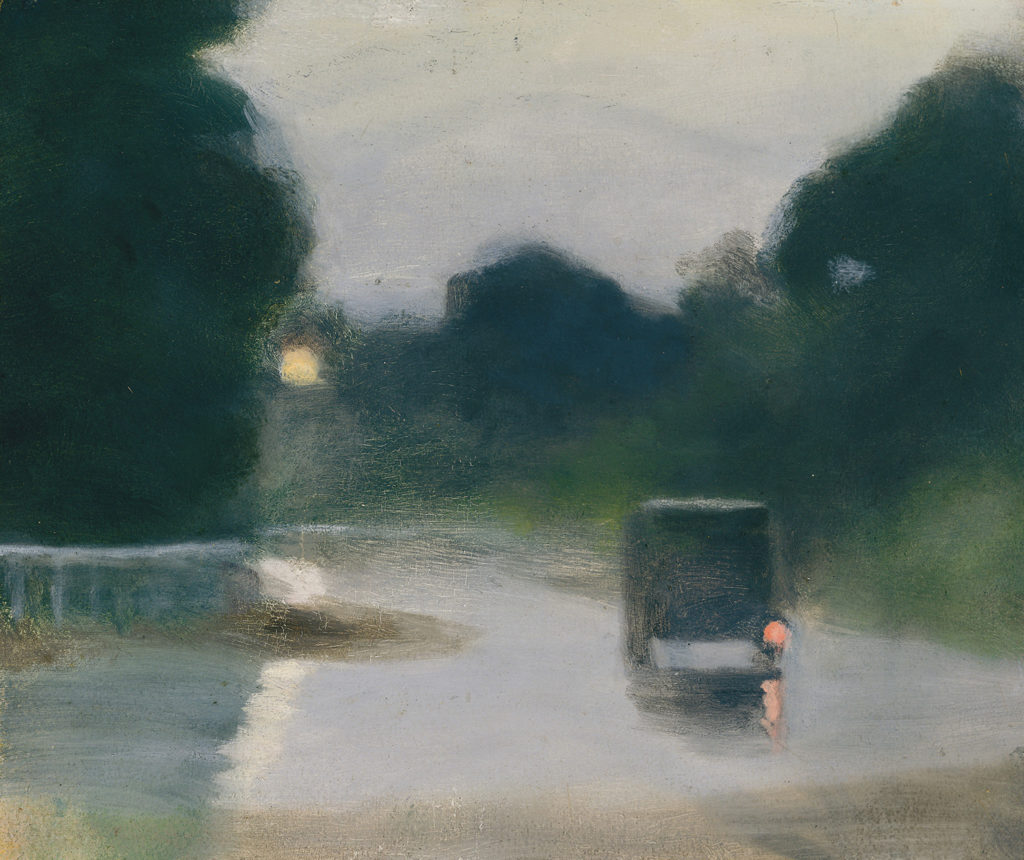
ベケット作「Wet Evening」(1927)

クラリス・ベケット（Clarice Marjoribanks Beckett、1887年 3月21日 – 1935年7月7日）はオーストラリアの画家である。20世紀初めの「オーストラリアン・トーナリズム(Australian tonalism)」というスタイルを代表する画家の一人である。

## 略歴
ビクトリア州西部のキャスタートン(Casterton)で銀行家の家に生まれた。母方の祖父はよく知られた建築家であった。
地元の学校で初等教育を受けた後、バララットの学校で1906年まで学び、美術の才能を示し、校内で演じる劇の台本を書いた。1904年に家族とメルボルンに転居し、メルボルンの高校で1年間学んだ。
1914年から3年間、ビクトリア国立美術館(ナショナル・ギャラリー)付属の美術学校(National Gallery of Victoria Art School)で、「オーストラリア印象派」の画家、フレデリック・マッカビンに学んだ。フランスのに修行から帰ったマックス・メルドラム(Max Meldrum: 1875–1955)の絵画学校で、修行を続け、メルドラムのスタイルを受け継ぐことになった。
1919年に両親がメルボルンから100㎞以上離れたベンディゴに移り、両親は病気がちであったので、ベケットは両親の世話をするために、絵を描く時間は限られ、絵を描く場所も自宅の周辺に限られることになった 。
1918年からヴィクトリア芸術家協会(Victorian Artists' Society)の展覧会やマックス・メルドラムを中心とした美術家グループ、「Twenty Melbourne Painters Society」の展覧会、「メルボルン婦人画家・彫刻家協会(Melbourne Society of Women Painters and Sculptors)」などに出展した。メルボルン・アテナエウム(Melbourne Athenaeum)で個展も開いた。ベケットの作品は当時の批評家にあまり評価されず、存命中に公共美術館に作品が買い上げられることはなかったが、没後、オーストラリアの主要な美術館に作品は収蔵されることになった。
1935年に嵐の中で絵を描いた後、肺炎になって48歳でSandringhamの病院で亡くなった。
画家・音楽家・作家など、有名な芸術家の名前が付けられることになっている水星のクレータの一つに名前が付けられた。

## 作品

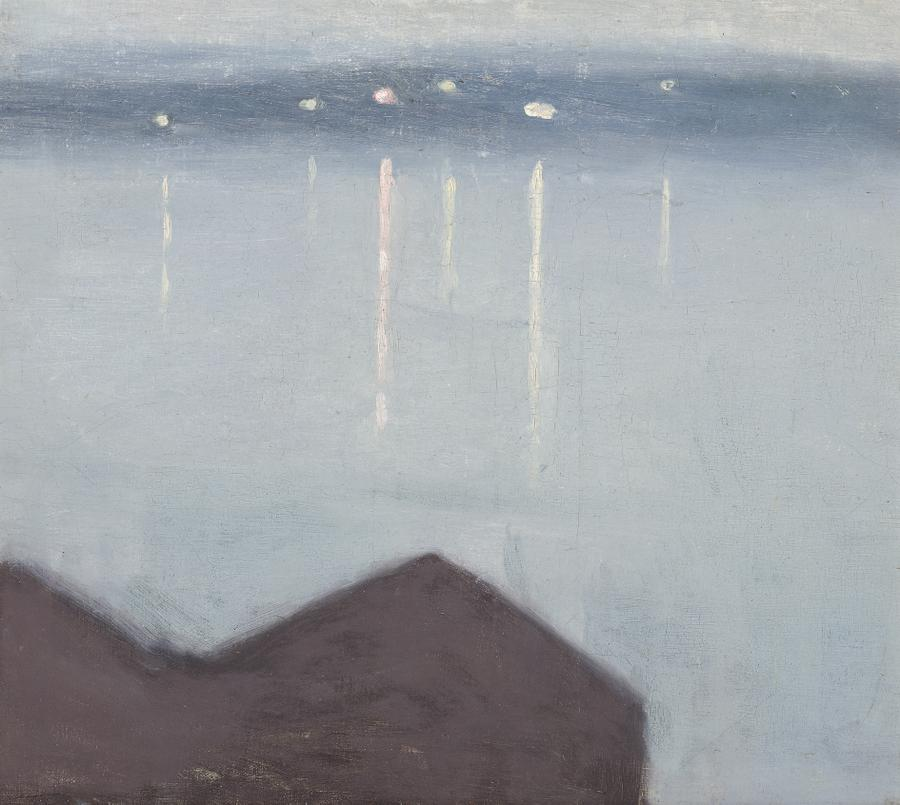
「Lights Across the Bay」
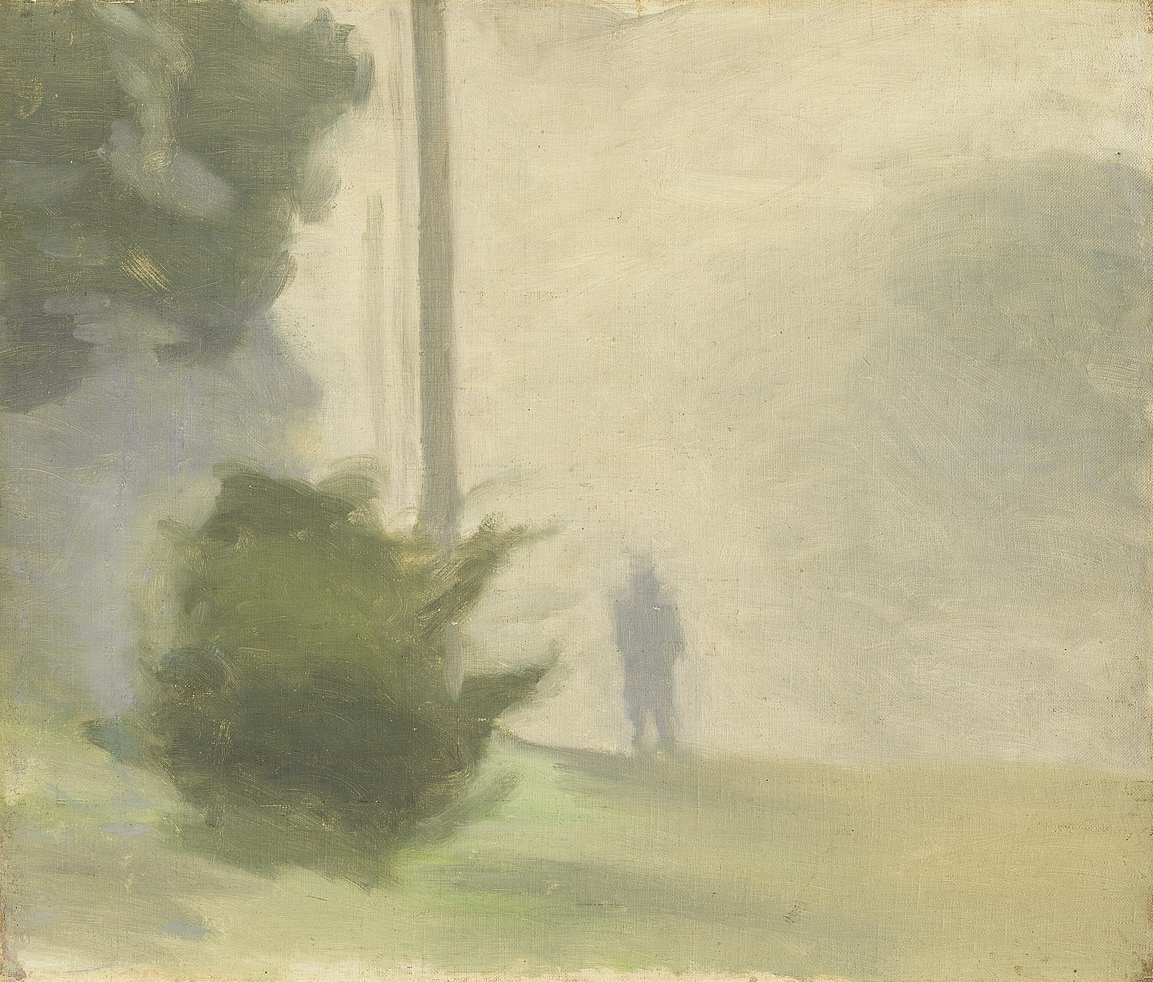
「Silent Approach」(c.1924) オーストラリア国立美術館 蔵
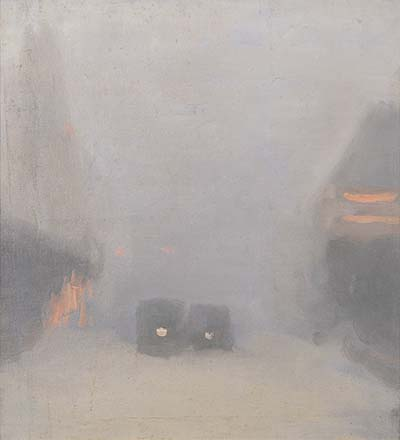
「Passing Trams」(1931) 南オーストラリア美術館 蔵
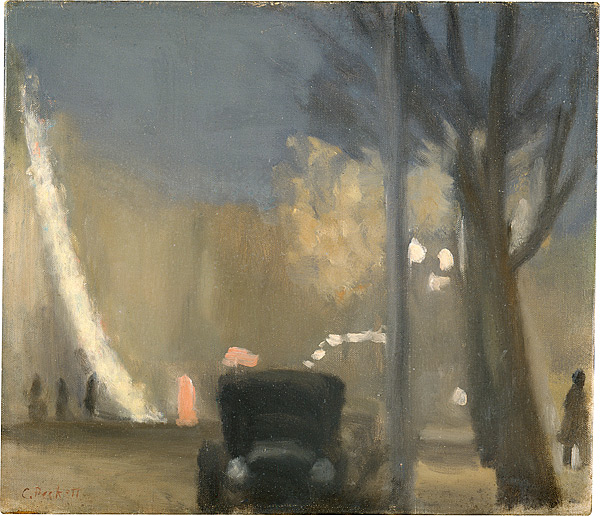
「Collins Street, evening」(1931) オーストラリア国立美術館 蔵